# Leka (Norwegen)
Leka ist eine norwegische Insel und Kommune in Trøndelag.

## Geschichte
Anhand von Felszeichnungen wurde nachgewiesen, dass Leka bereits seit mehr als 10.000 Jahren besiedelt ist.

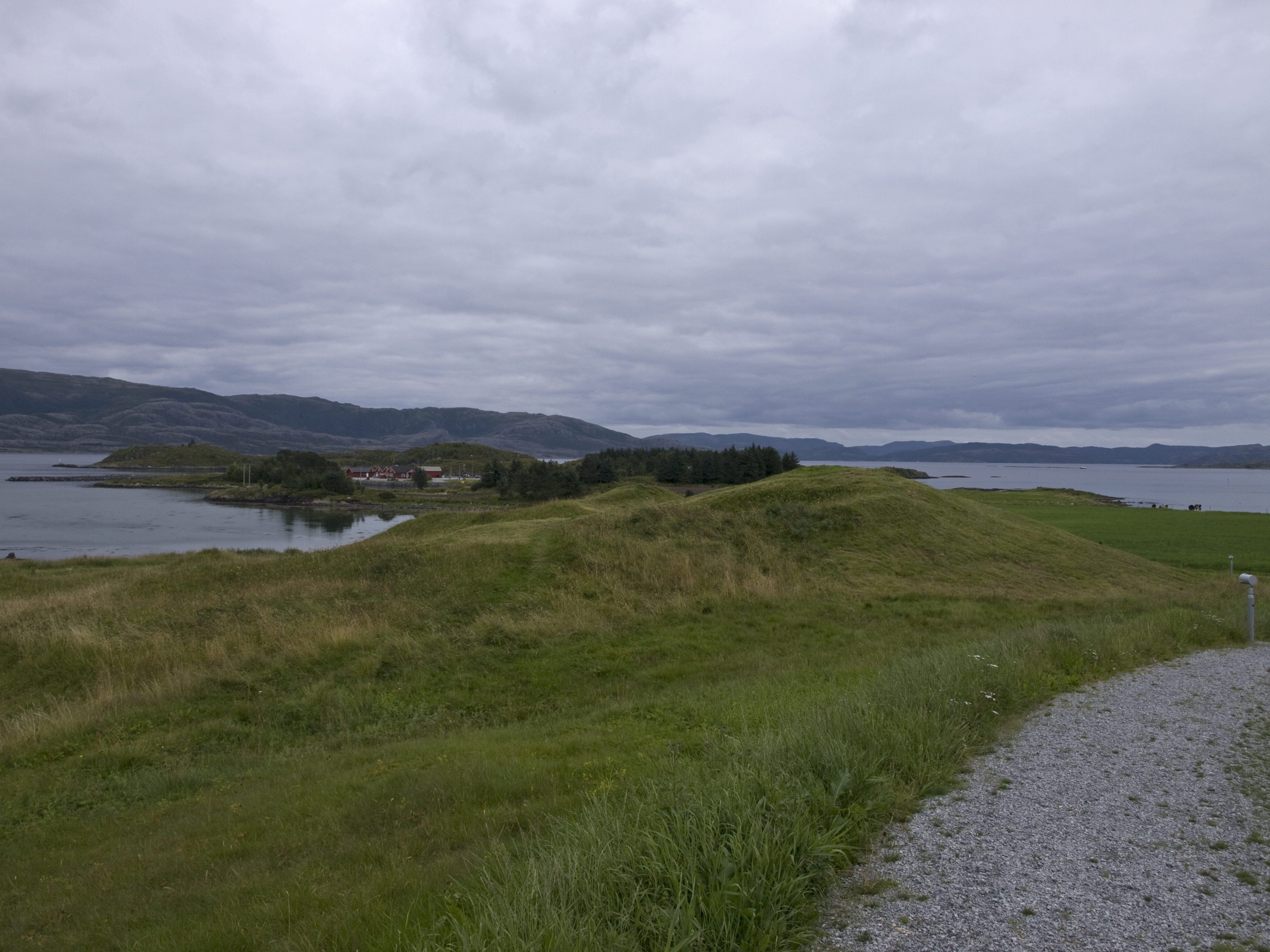
Wikingergräber von Leka

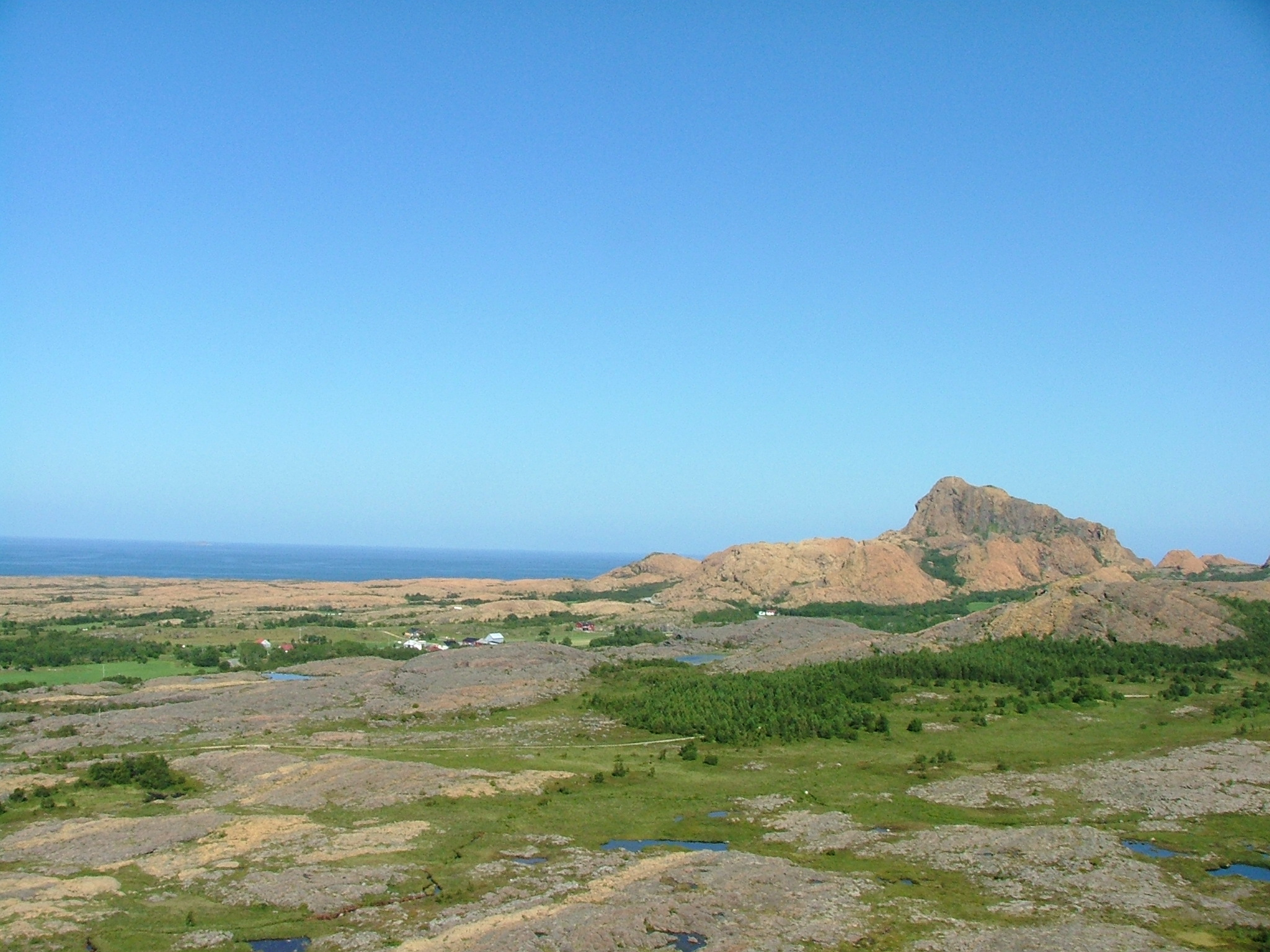
Steinstind auf Leka

2010 wurde die Insel Leka zu Norwegens geologischem Nationaldenkmal erklärt. Es sind über 400 Altertumsdenkmäler (Kulturdenkmäler von vor 1537) auf Leka registriert. Es handelt sich u. a. um Funde aus der Steinzeit, Höhlen, Höhlenmalereien, Festungen, heidnische Kultstätten, Kirchengräber und Hügelgräber. 2023 wurden im Herlaugshaugen Reste eines Schiffsgrabs entdeckt.

## Klima
In den Monaten Juli und August wird es auf Leka mit Durchschnittstemperaturen von 12,7 °C am wärmsten, der Januar ist mit einer Durchschnittstemperatur von −1,5 °C der kälteste Monat. Das Jahresmittel liegt bei 5,2 °C.
Die jährliche Niederschlagsmenge liegt bei 1425 mm.

## Geologie
Die einmalige geologische Besonderheit von Leka für Europa besteht darin, dass hier Gestein aus der unteren Erdkruste neben Gesteinen aus dem oberen Teil des Mantels zu Tage treten.

## Wirtschaft
Die wirtschaftliche Aktivität auf Leka konzentriert sich auf Landwirtschaft und Fischerei, aber auch der Tourismus spielt eine Rolle.

## Fauna
In den Gewässern um Leka sind Schwertwale, Schweinswale, Seehunde und Kegelrobben anzutreffen. Auf der Insel gibt es Hirsche, Hasen, Fischotter, Nerze und Wiesel.
Graugänse treten in großen Schwärmen auf, und außerdem gibt es auf Leka Birkhühner.

## Verkehr
Leka ist an das Festland über eine Fährverbindung nach Gutvik angebunden.